# Galléros pávián
A galléros pávián (Papio hamadryas, másképp Papio hamadryas hamadryas) az öt páviánfaj – más megközelítésben egyetlen faj alfajai – legismertebbike. A többi, egyöntetűen barna páviánnal ellentétben a galléros pávián hímjei kirívó ezüstszürke szőrzettel rendelkeznek, mely méretei és alakja révén az állat névadója is lett. A galléros páviánt nem csak szőrzete, hanem rokonaihoz viszonyítottan rendkívül komplex szociális berendezkedése is különlegessé teszi.

## Rendszertana
Az egymással genetikailag bizonyíthatóan közeli rokonságban levő páviánok rendszertana tekintetében nincs egyetértés a tudósok között. A hagyományos felosztás szerint a Papio nem öt jól elkülöníthető fajra oszlik:
- Anubisz-pávián (Papio anubis);
- Galléros pávián (Papio hamadryas);
- Guineai pávián vagy vörös pávián (Papio papio);
- Medvepávián (Papio ursinus);
- Sárgás babuin (Papio cynocephalus).

Emellett a 20. század végétől fogva jelen levő tendencia, hogy egyes szerzők az összes páviánt a galléros pávián alfajainak tekintik – ezek a különbségek azonban nem az egyes páviánok sajátosságainak eltérő vizsgálatában, hanem a fajfogalom eltérő megközelítésében gyökereznek.
Érdekesség, hogy az etiópiai Avas folyó mellett gyakran sor kerül Anubisz- és galléros páviánok kereszteződésére, az utódok azonban a két faj eltérő szociális berendezkedése miatt ritkán sikeresek.

## Előfordulása
A galléros pávián az egyetlen, nem csak Afrika földjén előforduló faja nemének. Kelet-Afrikában Etiópia, Szomália, Dzsibuti, Szudán és Eritrea területén, Ázsiában pedig az Arab-félsziget délnyugati vidékén, Jemen és Szaúd-Arábia félsivatagos, száraz, füves pusztaságain és szavannáin, illetve kopár hegyvidékein él. Megtelepedésének feltétele, hogy sziklás búvóhelyet találjon éjszakára, illetve elegendő vízhez jusson.
Az Arab-félszigetre valószínűleg az ókorban, Egyiptom vörös-tengeri dominanciája korában telepíthették be az akkor részben szentnek, részben hobbiállatnak tartott majmokat.

## Megjelenése
A fajra erős ivari kétalakúság jellemző. A kifejlett hímek, azon túl, hogy akár 20 kilogrammot is elérő tömegükkel jóval nagyobbak az alig fele ilyen nehéz nőstényeknél, szőrzetükkel is jelentősen elütnek azok egyszerű olajbarna megjelenésétől. Testük hátsó fele világosbarna, fejük, hátuk és mellső végtagjaik viszont ezüstszürkék, ráadásul ezeken a részeken szőrszálaik igen hosszúak, így afféle gallérként és palástként fedik viselőjüket. A galléros páviánok hímjeinek testhossza 60–90 centiméter között mozog, a nőstények pedig 50–65 centiméteresek; farkuk 30-60 centiméteres.
Mindkét nemre jellemző, hogy az arcot és az ülőgumókká fejlődött fart csupasz, rózsaszín bőrfelület borítja. Ez utóbbi a nőstények esetében párzási hajlandóság esetén megduzzad és élénk, vöröses-lilás színezetet ölt.

## Életmódja
A galléros páviánok társas lények, melyek bonyolult szerkezetű, több szinten szerveződő csapatokban élnek. Nappal aktívak, ilyenkor idejük nagy részét táplálékkereséssel töltik, a nap legmelegebb óráiban pedig közösen isznak. Egy átlagos méretű páviáncsapat mintegy 40 km²-es területet használ, melyen a majmok naponta 6–20 kilométert tesznek meg négy lábon járva. Estére ismét összegyűlnek a csapatok, és sziklákon éjszakáznak, ahonnan jól láthatják az esetleges támadókat.

### Társas berendezkedése
A galléros páviánok – legközelebbi rokonaikhoz mérve is – bonyolult társas életet élnek. A páviántársadalom alapja az ún. „egyhímes egység” (one male unit, OMU), ami nevének megfelelően egy ivarérett hímből és háreméből – kutatások alapján 2-23 nősténye lehet, de a 7,3 az átlagos – áll. Az egyhímes egységekben olykor egy, a vezetőnek alárendelt ivarérett hím is megjelenik, de elvileg nem szaporodhat, és gyakran megkísérli átvenni a domináns pozíciót addigi „pártfogójától.”

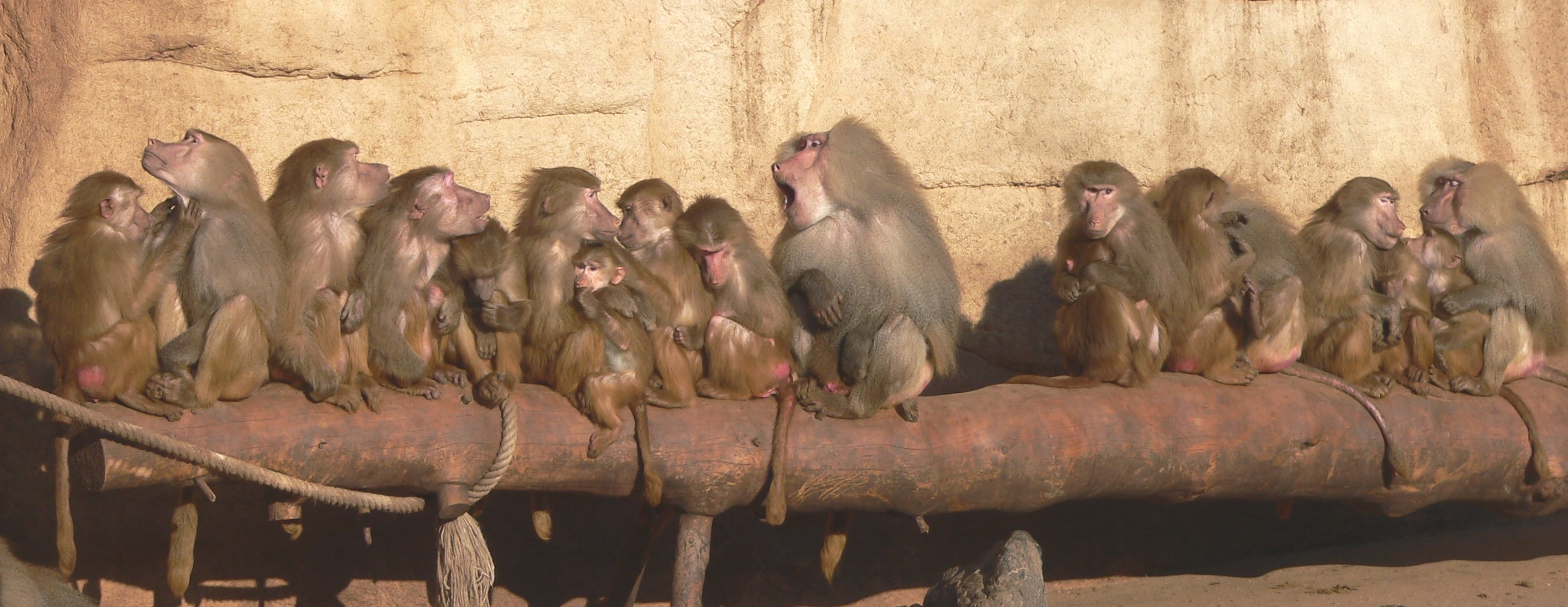
Domináns hím és háreme (kölni állatkert)

Két-három ilyen egység alkot egy klánt, melynek hímjei általában közeli rokonok. A klánokon belül tiszteletben tartják egymás háremeit, és szinte folytonos kapcsolatban vannak egymással. Bár a klánok is magasabb egységekbe, hordákba szerveződnek, ezeken belül már nem olyan szoros a kapcsolat. A hordák együtt éjszakáznak és reggelente közösen indulnak táplálkozni, de a foltszerűen elhelyezkedő, kis mennyiségű táplálék célszerűbb elosztása érdekében nap közben klánokra bomolva külön utakat járnak. Elsősorban a nap legmelegebb óráiban közösen használt itatóhelyeken kerül sor sűrűsödésre. Ezek és az alvósziklák kijelölését minden reggel a domináns hímek „beszélik meg”: ki-ki az általa preferált hely felé tesz egy-két lépést, mígnem mindannyian elfogadják az egyik lehetőséget.
Esetleges fenyegetés esetén, például egy idegen csapat felbukkanásakor az egy hordához tartozó ivarérett hímek igen vehemensen lépnek fel a betolakodókkal szemben. Az egyes csoportokon belüli fluktuáció csak a hordákon belül számottevő – itt is főként az alacsonyabb rangú egyedek esetében –, kivándorlásra a kölcsönösen fenyegető fellépés miatt ritkán kerül sor. Új csapatok emiatt leginkább úgy jöhetnek létre, hogy a fiatal, ivaréretté váló hímek nőstényeket rabolnak maguknak más hímek háreméből, illetve hatalomátvétel is történhet. Ilyenkor a kiöregedő domináns hímet egy erősebb fiatal váltja fel, akinek az az érdeke, hogy minél hamarabb párosodhasson a nőstényekkel. Ezt elősegítendő nem habozna legyilkolni elődje kölykeit, amit viszont az anyaállat érthető módon el akar kerülni. Valószínűleg a kölyökgyilkosságok megakadályozására alakult ki az a jelenség, hogy hímváltáskor a még javában szoptatós nőstények fara is megduzzad, fogékonynak mutatva azokat. Így az új hím kedvére párosodhat, bár utódja ekkor még nem születhet, de a régi kölyök is életben marad.

### Kommunikációja
A csapatokon belüli hierarchiát fejlett, komplex kommunikáció segít fenntartani. A nőstények és fiatalok úgy fejezik ki alávetettségüket a hímeknek, hogy feléje mutatják hátsójukat (hasonlóan a szaporodásra ösztönző magatartáshoz). A merev nézés, a fej felvetése és az ún. „feszültség-ásítás”, melynek során kivillannak a hímek félelmetes, kutyaszerű metszőfogai, egyaránt a fenyegetés jelei. A cuppogás és fogcsattogtatás ellenben biztonságérzetet kelt a közeledő félben. Ugyanígy barátságos közeledést hivatott jelezni a ritmikus morgás. A váratlan vészhelyzetek esetén a nőstények éles vakkantásokat hallatnak, a hímek viszont ugató hanggal hívják fel a veszélyforrásokra csapatuk tagjainak figyelmét. 

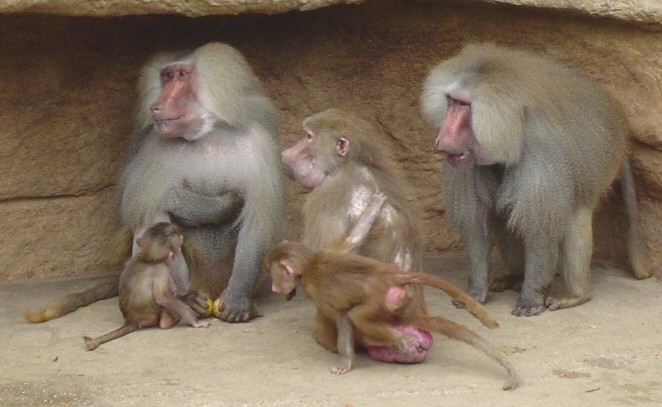
A pofáját megtömő nőstény duzzadt ülőgumói párzási hajlandóságát jelzik

Különösen fontos szerepet játszik a békés viszonyok fenntartásában a társas kurkászás, ami elsősorban a nőstények részéről irányul a domináns hímek irányába. Egyéb testi érintkezést is megfigyeltek a társas lét során: baráti öleléseket és érintéseket, de ellenséges harapásokat és ütéseket is. A nagy létszámú csapatokban gyakoriak, és fogságban is jól megfigyelhetőek hangos visítozással járó konfliktusok, de ezeket a hímek rendszerint gyorsan megfékezik fenyegető fogvillogtatással és egy-két ütés és harapás kiosztásával. Valószínűleg ennek a hatékony vetélkedéselfojtó mechanizmusnak köszönhető, hogy a galléros pávián nőstényei körében nincs meg a számos más fajnál megfigyelhető belső hierarchia (legfeljebb a hímek közelében több időt töltő, védettebb és kevesebbszer itt látható nőstények között van státusbeli különbség). A rokon nőstények összetartanak, és nagyon gyakori, hogy egy hímhez csupa egymással testvéri-féltestvéri viszonyban levő nőstény tartozik.

### Táplálkozása
A páviánok nappal keresik táplálékukat. Mivel élőhelyükön kevés a fa, alapvetően a földön kutatnak élelem után, és mivel szűkösek a rendelkezésükre álló táplálékforrások, majdnem mindent hasznosítanak. Ha kell, hosszú ideig füvön is elélnek, egyébként gyümölcsöket, terméseket, gumókat, magvakat, virágokat, ízeltlábúakat, tojásokat és kisebb gerinceseket is fogyasztanak.

## Szaporodása
A fiatal nőstények körülbelül 4,5, a hímek 5-7 éves korukban válnak ivaréretté, de a teljes méretet csak később érik el. A páviánnőstény mintegy hatéves korára tekinthető kifejlettnek. A hímek növekedése lassabban, szakaszosan zajlik. Mire ivaréretté válnak, heréik teljesen kifejlődnek (módot adva némi „titkos” szaporodásra), ezt követően 7-8 éves korban testtömegük is megduplázódik, és csak a tizedik életévük betöltése után érik el a végleges méretüket. A másodlagos nemi jellegzetességek – az ezüstös gallér, a világos pofa és rózsaszín far – csak ezt követően jelennek meg.
A galléros páviánok szaporodása nem köthető évszakhoz, mivel a nőstények ezt befolyásoló fogékonysága független ezek változásától – igaz, egyes vizsgálatok szerint afféle „születési csúcs” esik május-júniusra és november-decemberre.
A nőstények termékeny tüzelési ciklusa 31–35 napig tart, meg nem termékenyítés esetén kb. 3 napig menstruációs folyás érzékelhető. Az ovuláció idejével párhuzamosan a nőstények ülőgumói megduzzadnak, felhívva a hímek figyelmét párzásképességükre. A párzás maga több fázisban zajlik: a nőstény farát tartva felkínálkozik a hímnek, amely többször is (óránként átlag 7-12 alkalommal) meghágja, mire ejakulál.

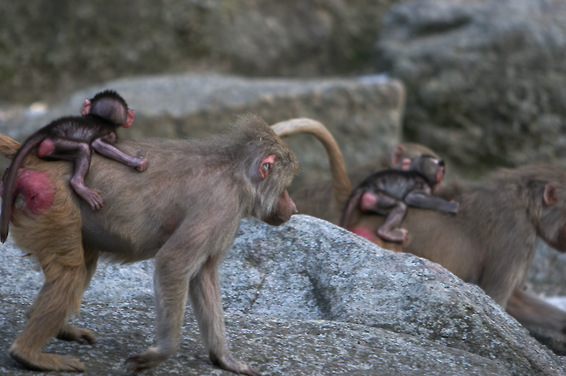
Fiatal kölykeiket hátukon hordó nőstények

A mintegy 172 napon át tartó vemhesség után egyetlen fekete utód jön a világra. A születésekor 600–900 grammot nyomó kölyök az első hónapokban teljesen anyjától függ, akinek bundájába csimpaszkodva közlekedik. A szoptatás kb. 240 napig tart, de körülményektől függően akár 15 hónapos korig is kitolódhat az elválasztás. A kölyök gondozásával csak az anyaállat foglalkozik, a hím a csoport belső viszályoktól és külső támadásoktól történő megvédelmezésével járul hozzá utódai felnövekedéséhez. (Atyai jellegű viselkedés legfeljebb új csapat kialakításakor az e célra rabolt fiatal nőstényekkel szemben tapasztalható.) A nőstények körében nem ismeretes a közös kölyökgondozás, bár a nagyon fiatal – főleg a még fekete szőrű – páviánok vonzzák a kifejlett egyedeket, akik gyakran kurkásszák más nőstények kölykeit is.
A nőstények átlagosan kétévente szülnek újra, bár ismeretesek évente és háromévente ellő nőstények is. Elképzelhető, hogy az utódnemzés gyakoriságát a tápláltság foka és a csoporton belül elfoglalt helyzet is befolyásolja. A fogságban mért adatok alapján a legidősebb ismert galléros pávián némileg több mint 37 és fél évig élt. A szabadban az életük valószínűleg jóval rövidebb ideig tart.

## A galléros pávián és az ember

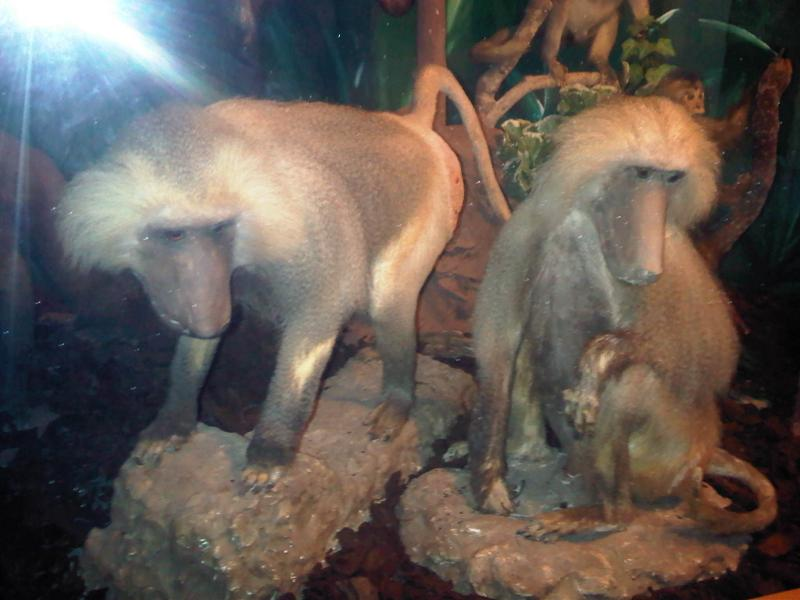
Kitömött galléros páviánok

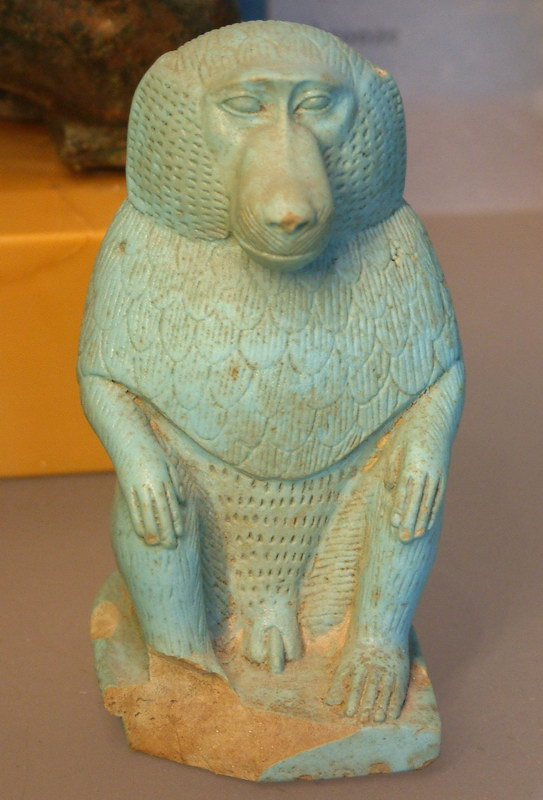
Páviánszobor az ókori Egyiptomból (Louvre)

A Természetvédelmi Világszövetség elemzése szerint a galléros páviánokat a vadászat, élőhelyük pusztulása és a mezőgazdasági tevékenység kiterjedése fenyegeti. Mindazonáltal a faj jövője biztosnak tűnik, hiszen számos állatkertben népszerű látványosságnak számítanak zajos csapatai, melyek rendszerint könnyen szaporodnak. Mi több, élőhelyéről gyakorlatilag kipusztultak a nagyragadozók, bár a többi páviánhoz viszonyítva fejlett társas élete és éjszakázási szokásai arra utalnak, hogy sokáig kellett ilyen jellegű kihívásokkal megbirkóznia. Ez utóbbi, különlegesnek számító viselkedésformákat hosszú ideje kutatják a tudósok. Etiópiában 1996 óta zajlik a Filoha Hamadryas-projekt, ami etióp–dél-afrikai–amerikai kooperációban vizsgálja a fajt.
Jelenleg legnagyobb ellensége az ember, amely üldözi őt, mivel súlyos károkat tud okozni a haszonnövényekben. A galléros pávián felettébb agresszív is tud lenni, ami nagy méreteivel és félelmetes szemfogaival párosulva komoly veszélyforrássá teszi.

### Páviánok az ókori Egyiptomban
Az ókori egyiptomiak mindössze két majomfajt ismertek, ezek egyike a galléros pávián volt. (A másik a szavannacerkóf.) Előszeretettel tartották háziállatként: sírkamrák festményein látható, amint pórázon vezetik vagy a gyerekekkel játszik. Elképzelhető, hogy gyümölcsszedésre is idomítottak páviánokat. A fajt látványos szaporodása miatt is nagyra tartották, ezért nem véletlen, hogy az ókori afrodiziákumok egyik alapanyaga a páviánürülék volt.
A páviánoknak kultikus jelentősége is volt. A predinasztikus korban imádott páviánisten, Baba egyes teóriák szerint a faj modern elnevezéseinek távoli alapja. Az óbirodalom idejére a páviánok a bölcsesség és tudományok istene, Thot szent állataivá váltak. Az egyébként íbiszfejűnek ismert istent gyakran ábrázolták páviánfejjel vagy teljes egészében páviánként, gyakran a szintén Thothoz kapcsolódó holddal a fején. (Igaz, gyakorta láthatóak a Napot felemelt karokkal imádó páviánok is.) Az ábrázolásokon a páviánok gyakorta ellenőrzik az írnoki munkát, de az időmérő vízórákon és a holtak szívének mérlegén is megjelennek mint a mérés felügyelői.
A halottkultuszban szintén jelentős szerepet töltött be a faj. Az egyiptomiak elképzelései szerint az alvilág első kapuját páviánok őrzik, illetve a Halottak Könyve szerint a halál utáni életben négy pávián ül egy tűzzel telt medence négy sarkán. Hórusz négy fia közül a Nebethet istennő védelmét élvező Hapi páviánfejű, az őt ábrázoló kanópuszedényekbe az elhunytak tüdejét tették. Hermopoliszban, Thot szent városában egy bonyolult föld alatti folyosórendszerben számos majommúmiát temettek el. Ugyanitt Thot másik szent állatának, az íbisznek is temették el múmiáit. Az egyik hermopoliszi főpap, Anh-Her is a szent állatok közé temetkezett. Szakkarában szintén temettek el bebalzsamozott majmokat és íbiszeket. A kétszintes katakombákban falba mélyesztett fülkékbe temették a majmokat.